# Печальная баллада для трубы
«Печальная баллада для трубы» (исп. Balada triste de trompeta) — фильм испанского режиссёра Алекса де ла Иглесиа, который был номинирован на «Золотого льва» 67-го Венецианского кинофестиваля, а также выиграл «Серебряного льва» за лучшую режиссуру и премию «Золотая Озелла» за лучший сценарий.

## Сюжет
Действие происходит в 1937 году в Испании, во время гражданской войны. Выступление одного рыжего клоуна прерывают прямо во время спектакля, а его самого призывают в силы народного ополчения. В своем костюме клоуна и с мачете в руках, он идёт в бой против солдат национальной гвардии и убивает целый взвод. Затем действие фильма переносится в 1973 год, в конце правления Франсиско Франко. Хавьер, сын клоуна, работает белым, печальным паяцем, который ежедневно сносит обиды «рыжего» клоуна Серхио. Здесь он встречает его девушку-акробатку Наталью, в которую белый клоун сильно влюбляется и пытается защитить её от жестокого возлюбленного. Этот любовный треугольник приводит к столкновению рыжего и белого клоунов, в которое оказывается вовлечённой вся страна.

## В ролях
- Карлос Аресес — Хавьер
- Сантьяго Сегура — клоун-отец
- Каролина Банг — Наталья
- Антонио де ла Торре — Серхио
- Мануэль Тальяфе – Рамиро
- Фран Переа — солдат
- Рауль Аревало — Карлос
- Санчо Грасия — полковник Сальседо
- Энрике Вильен — Андрес
- Пако Сагарсасу — Анселмо
- Фернандо Гильен Куэрво — капитан полиции
- Хуан Виадас — Франко

## Прокат
Фильм вышел в прокат в Испании 17 декабря 2010 года, в России — 24 февраля 2011 года, в Бразилии — 12 августа 2011 года, в Сингапуре — 5 апреля 2012 года, в Италии — 8 ноября 2012 года.

## Отзывы критиков
«Жестокость», и «садизм» — слишком мягкие словечки для описания атмосферы этого фильма, который с одинаковым основанием может быть признан образцом изысканного формализма и шедевром китча. Искорёженные тела и лица главных героев, их смертельные схватки, самоигральные аттракционы вроде укушенного за палец генерала Франко или голого клоуна, одичавшего в лесу: безошибочные признаки pulp fiction — только иберийского розлива. — Андрей Плахов

Испанский фильм — это карикатура, или комикс: в нём нет документальной основы, а реалии гражданской войны — лишь отправная точка для совершенно невероятного хулиганского зрелища. Тематически оно напоминает «Лабиринт Фавна» Гильермо дель Торо, стилистически же ближе всего к Квентину Тарантино.— Андрей Плахов

Взрывная, жестокая, безумно-изобретательная, смешная и трогательная история любви двух клоунов, Рыжего и Белого, к прекрасной гимнастке — это пример артхаусного кино, превращенного в умопомрачительный, но не лишенный смысла аттракцион. — Сэм Клебанов

## Награды и номинации
Фильм Алекса де ла Иглесиа был удостоен двух премий на 67-м Венецианском кинофестивале — «Серебряный лев» и «Золотые Озеллы». Кроме того, «Печальная баллада для трубы» был номинирован на главный приз кинофестиваля — «Золотого льва». Фильм также выдвигался в 15 номинациях на кинопремию «Гойя», однако получил всего два приза — за лучшие визуальные эффекты и лучший мейк-ап.